# 크리스티나 피셔
크리스티나 피셔(Christina Fischer, 1973년 9월 29일 ~ )는 독일의 탁구 선수다. 1997년 영국 멘체스터 세계선수권대회에서 단체 동메달을 획득하였다.

## 참조
- 국제탁구연맹기록